# Sophronica substriatipennis
Sophronica substriatipennis là một loài bọ cánh cứng trong họ Cerambycidae.